# Meni Levi
Meni Levi - em hebraico, מני לוי (Tel Aviv, 6 de agosto de 1980), também grafado como Menni Levi, é um ex-futebolista israelense que atuava como lateral-direito.

## Carreira
Profissionalizou-se em 2000, no Maccabi Tel Aviv, estreando contra o Hapoel Haifa em janeiro do mesmo ano, sendo eleito o novato da temporada. Seu primeiro gol foi em outubro de 2001, frente a outro Hapoel, o de Hapoel Petah Tikva. Pelos Auriazuis, Levi foi campeão da Copa do Estado de Israel de 2000–01, sendo o único título de sua carreira.
Jogou também 2 partidas pela seleção Sub-21 de Israel, entre 2001 e 2002.

## Colapso em campo
Em 26 de janeiro de 2002, durante o jogo entre Maccabi Tel Aviv e Beitar Jerusalém, após matar uma bola no peito e chutá-la, o lateral-direito sofreu um colapso e caiu no gramado. Ele ainda chegou a se levantar antes de cair novamente, sendo levado ao hospital e forçando o encerramento da partida. Levi passou vários anos em tratamento antes de voltar para sua casa para continuar sua recuperação, comunicando-se através de gestos.
Em homenagem ao lateral-direito, o Maccabi aposentou a camisa 12.

## Títulos
Maccabi Tel Aviv
- Copa do Estado de Israel: 1 (2000–01)

### Individuais
- Novato da temporada: 2000-01